# Thecla falacer
Thecla falacer är en fjärilsart som beskrevs av Harris 1862. Thecla falacer ingår i släktet Thecla och familjen juvelvingar. Inga underarter finns listade i Catalogue of Life.